# Osigurač (strojni dio)
Osigurač je strojni dio koji služi za sprečavanje aksijalnog pomicanja raznih vrsta konstrukcijskih elemenata. Koriste se npr. kod svornjaka, zupčanika i valjnih ležaja.

## Vrste osigurača
Osigurači mogu biti:
- Uskočnici ili sigurnosni prstenovi (stariji naziv: Seegerovi prstenovi) se ubacuju u utore na svornjaku, osovini ili vratilu ili se pak ubacuju u provrte. Standardizirani su i raznih oblika. Vanjski i unutarnji uskočnici navlače se specijalnim klještima za uskočnike na svornjake, osovine i vratila ili uvlače u provrte.
- Osigurači od žice:

- rascjepke; krajevi im se nakon umetanja u provrt rašire
- žičani opružni utikači; ako ih često treba izvlačiti

- Kod dizalica i transportnih sredstava se koriste pločice koje ulaze u utor u osovini. Kod osovina i vratila se koriste i prsteni s vijkom sa zašiljenim vrhom.